# الحب والخضوع
الحب والخضوع (بالكورية: 모럴센스) هو فيلم رومانسي كوميدي كوري جنوبي من بطولة سوهيون، لي جون يونغ ولي إل. صدر الفيلم على منصة نتفليكس في 11 فبراير 2022.

## الممثلون
- سوهيون في دور جونغ جي وو.[2]
- لي جون يونغ في دور جونغ جي هو.[3]
- لي إيل في دور هي مي، أفضل صديقة لجونغ جي وو، صاحبة حانة الكلاب.
- سيو هيون وو في دور قائد الفريق هوانغ.
- كيم هانا في دور يونا، زميلة جيوو في العمل.
- لي سوك هيونغ في دور وو هيوك، موظف بدوام جزئي مهووس بحانة الكلاب التي تديرها هي مي.[4]
- كيم بو را في دور هانا، حبيبة جونغ جي هو السابقة.[5]
- بايك هيون جو في دور والدة جونغ جي وو.[6]
- أهن سونغ جيون في دور لي هان، أصغر موظف.

## الترشيحات
| السنة | الجائزة                         | الفئة            | المستلم | النتيجة | م.          |
| ----- | ------------------------------- | ---------------- | ------- | ------- | ----------- |
| 2022  | جوائز بايكسانغ للفنون الدورة 58 | أفضل ممثلة جديدة | سوهيون  | رُشِّح     | [ 7 ] [ 8 ] |

## روابط خارجية
- الحب والخضوع على موقع IMDb (الإنجليزية)
- الحب والخضوع على موقع روتن توميتوز (الإنجليزية)
- الحب والخضوع على موقع نتفليكس (الإنجليزية)
- الحب والخضوع على موقع ألو سيني (الفرنسية)
- الحب والخضوع على موقع فيلمافينيتي (الإسبانية)
- الحب والخضوع على موقع قاعدة بيانات الفيلم (الإنجليزية)
- الحب والخضوع على موقع ليتربوكسد (الإنجليزية)
- الحب والخضوع على موقع كينوبويسك (الروسية)